# فيليب ريتشارد (رسام)
فيليب ريتشارد (بالفرنسية: Philippe Richard)‏ هو رسام وفنان فرنسي، ولد في 25 فبراير 1962 في ديجون في فرنسا.